# بویوک سوولا
بویوک سوولا (به لاتین: Bëyuk Sovla) یک منطقه مسکونی در جمهوری آذربایجان است که در شهرستان بردع واقع شده است.